# Kanadai csíny

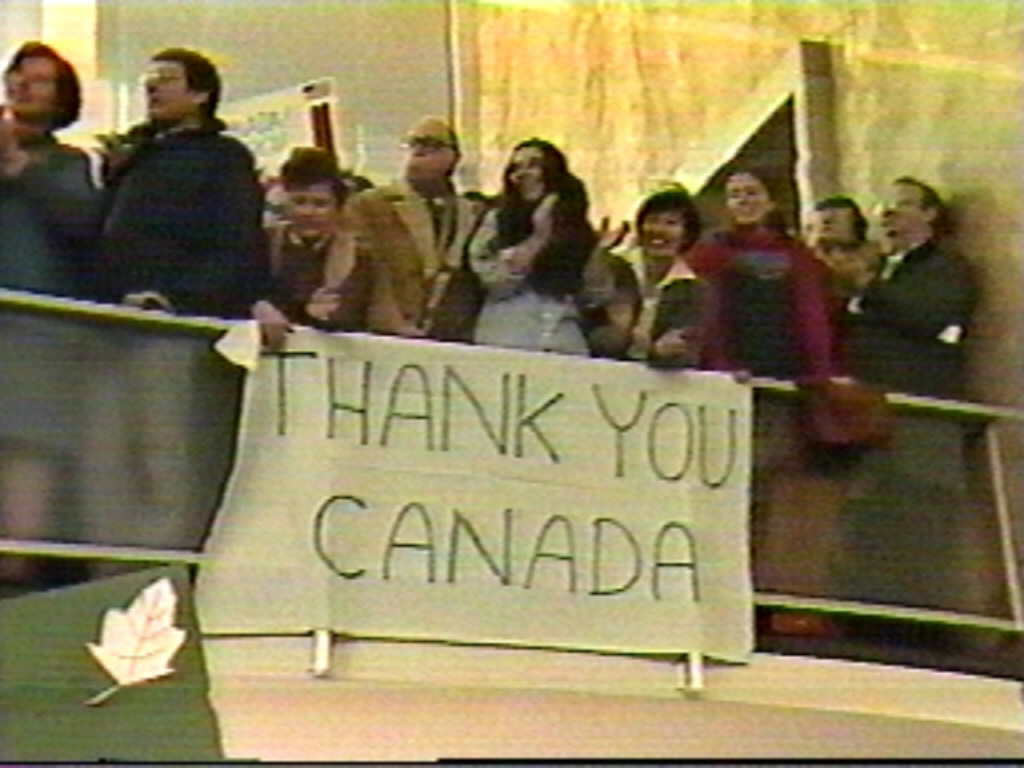
A hálás amerikaiak köszönetüket fejezik ki a kanadaiaknak az iráni túszdráma megoldásában tett erőfeszítéseikért

A kanadai csíny (angolul Canadian caper) a kanadai kormány és a Központi Hírszerző Ügynökség (CIA) közös, titkos mentőakciójának széles körben elterjedt elnevezése, melynek során az Amerikai Egyesült Államok iráni nagykövetségének elfoglalásakor, az úgynevezett iráni túszdráma idején, 1979. november 4-én a túszul ejtést elkerülő hat amerikai diplomatát mentették ki Teheránból.
A „csínytevők” közé tartozott két CIA-ügynök, Tony Mendez és egy „Julio” nevű férfi, akik a hat diplomatához csatlakozva egy hat kanadaiból, egy írből és egy latin-amerikaiból álló színlelt filmstábot alkottak, akik egy állítólagos Argo című science-fiction filmhez kerestek helyszínt. A csel 1980. január 28-án a Mehrabad nemzetközi repülőtéren sikerült. A nyolc amerikai sikeresen feljutott a Swissair Zürichbe tartó járatára és elmenekült Iránból. Az Argo-akció (2012) című film a mentőakció eseményein alapul, melyben a valós és a képzeletbeli események keverednek.

## A menedékhely
Robert Anders, Cora Amburn-Lijek, Mark Lijek, Joseph Stafford, Kathleen Stafford és Lee Schatz amerikai diplomatát  Ken Taylor és John Sheardown kanadai diplomata rejtegette, majd segítette Teheránból való kimenekítésüket 1980-ban.  Ők hatan a konzulátuson, egy különálló épületben dolgoztak, amikor az iráni fiatalok a falon átmászva behatoltak a nagykövetség területére. A diplomaták két csoportja az utcára menekült, parancsuk az volt, hogy a brit nagykövetségre menjenek. Az egyik az Anders-csoport volt, melyhez két, konzuli szolgáltatást igénybe venni szándékozó amerikai állampolgár is csatlakozott (egyiküknek végül sikerült kilépő vízumot szereznie egy helyi követségi dolgozó segítségével), a másik csoport, melyhez Richard Morefield főkonzul is tartozott, kerülő úton próbált a brit követségre eljutni, de őket elfogták és visszavitték a követség területére. Az Anders-csoport megközelítette a brit követséget, de hatalmas tiltakozó tömeggel találták szembe magukat. Ekkor Robert Anders meghívta a többieket a közeli lakására. Ezzel egy hatnapos odüsszeia vette kezdetét, a csoport a thai szakács, Somchai „Sam” Sriweawnetr segítségével házról házra járt, egy éjszakát pedig a brit rezidencián töltött. Három nappal később a Bazargan-kormány megbukott, ekkor mindenki számára nyilvánvalóvá vált, hogy a megpróbáltatások sorozatának még nincs vége.  Anders, a lehetőségek után kutatva kapcsolatba lépett régi barátjával, John Sheardownnal, a kanadai bevándorlási hivatal tisztjével, aki meghívta magához az egész csoportot.  November 10-én öten érkeztek Sheardownék lakhelyére, ahol John és Zena Sheardown mellett a kanadai nagykövet, Kenneth D. Taylor üdvözölte őket. Staffordék Ken és felesége, Pat lakására mentek, míg a többiek Sheardownékkal maradtak. Két héttel később Lee Schatz, az USA Mezőgazdasági Minisztériumának alkalmazottja csatlakozott a Tayloréknál rejtőzködő csoporthoz. Ő addig eleinte a svéd nagykövetség padlóján aludt, majd később a svéd konzul, Cecilia Lithander lakásán húzta meg magát. Hatukra 79 napi rejtőzködés várt.

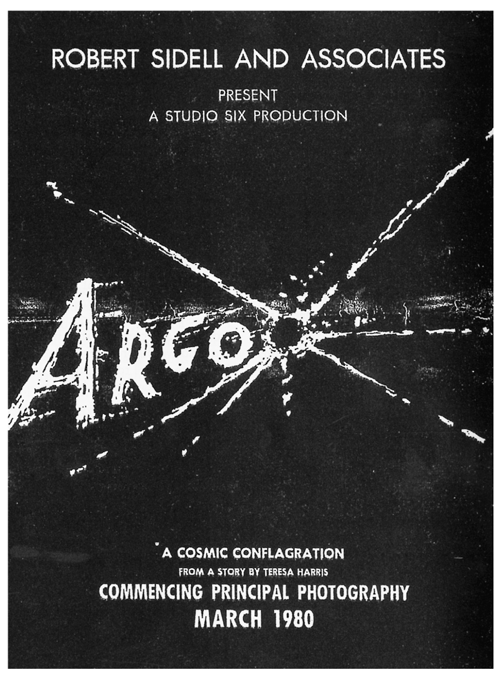
A CIA által kreált filmplakát, a fedőtörténet része

Magát a műveletet – hatalmas személyes kockázatot vállalva – a hat amerikai diplomatának rejtekhelyet nyújtó két diplomata, Ken Taylor, Kanada akkori iráni nagykövete, valamint John Sheardown, a kanadai bevándorlási hivatal tisztje kezdeményezte. Két baráti ország nagykövetségének alkalmazottai szintén támogatást nyújtottak.
Taylor nagykövet felvette a kapcsolatot Flora MacDonald kanadai külügyminiszterrel és Joe Clark miniszterelnökkel, akik támogatásukról biztosították. Úgy határoztak, hogy a hat amerikait nemzetközi repülőjáraton csempészik ki Iránból kanadai úti okmányokkal. Ehhez egy Order-in-Council rendeletet hoztak, melynek értelmében kanadai útlevelet kaphattak az amerikai diplomaták. Az útlevelek a CIA által készített hamis iráni vízumot tartalmaztak.
A CIA álcázásban és kimenekítésben jártas szakértőjét, Tony Mendezt bízta meg egy fedősztori elkészítésével, a dokumentumok, valamint az álcázáshoz szükséges ruhák és eszközök beszerzésével. Mendez szorosan együttműködött a kanadai kormány munkatársaival, akik az útleveleket és a szükséges eszközöket diplomáciai futár útján juttatták el a nagykövetségre. Mendez egy „Julio” nevű segítővel utazott el Teheránba. Julio és Mendez korábban a CIA műszaki kisegítő szolgálatánál (Office of Technical Service) dolgozott együtt. Több lehetséges forgatókönyv számára készültek útlevelekkel, de végül a választott fedősztori szerint a hat személy egy hollywoodi filmstábhoz tartozott, akik egy forgatáshoz kerestek megfelelő helyszínt. A gondosan kidolgozott háttértörténet egy Argo című, közel-keleti hangulatú  film alapötletére épült. A történet alátámasztására John Chambers neves sminkes támogatásával irodát nyitottak Hollywoodban. A forgatókönyv Roger Zelazny 1967-es, A fény ura című tudományos fantasztikus regényén alapult. Az iroda a Los Angeles-i „Studio Six” telefonszámán volt elérhető. A Studio Six több hollywoodi kiadványban hirdette a produkciót, ezek közül a kiadványok közül egyet Cora Lijeka a történet igazolására magánál tartott. A fedősztori még hihetőbbé tétele érdekében Mendez és Chambers irodát nyitott a Sunset Boulevard-on a Sunset Gower Studios épületében, abban az irodában, melyet Michael Douglas használt a Kína szindróma (1979) című filmjének forgatásakor. Emellett hamis névjegyeket nyomtattak, egy Los Angeles-i nightclubban a „filmesek” partit rendeztek, továbbá hirdetéseket helyeztek el a Variety és a The Hollywood Reporter magazinokban. Chambers egyik sminkes barátja, Robert Sidell, aki az E. T., a földönkívüli filmmel lett ismert, játszotta a producer szerepét, felesége a színlelt stáb recepciósa volt. Chambers később megkapta a CIA érdemérmét.
A vízumok dátumával viszont hibáztak. Aki elkészítette őket, nem volt tisztában azzal, hogy az iráni naptári év a tavaszi napéjegyenlőséggel kezdődik. A hibát a kanadai nagykövetség egyik munkatársa fedezte fel a dokumentumok ellenőrzése során. Szerencsére volt tartalék útlevél, így Mendez új vízumbélyegzőket helyezhetett el bennük, most már a helyes iráni dátummal.
Ahogy múltak a napok, az amerikaiak olvasással, kártyázással és társasjátékokkal töltötték az idejüket. Eközben Taylor hazaküldte a személyzetnek a követség működésében nélkülözhető tagjait. Másokat különféle ürügyekkel utaztatott, részben azért, hogy kiszámíthatatlan utazási rendszert alakítson ki, részben hogy felmérje a repülőtéri folyamatokat. A feszültséget gyanús telefonhívások és egyéb szokatlan tevékenységek fokozták, melyek arra utalhattak, hogy felfedezték őket.

## A kiszabadítás
1980. január 28-án kora reggel Mendez, Julio valamint a valódi kanadai útlevéllel és hamisított belépési okmányokkal utazó hat amerikai diplomata sikeresen átjutott a Mehrabadi nemzetközi repülőtér biztonsági ellenőrzésén. A repülőgép kisebb műszaki meghibásodása miatti rövid késedelmet követően mind a nyolcan felszálltak a Swissair  363-as zürichi járatának fedélzetére. Véletlen egybeesésként a repülőgép neve Aargau volt az észak-svájci Aargau kanton után. A zürichi érkezés után a CIA-ügynökök egy titkos hegyi rejtekhelyre szállították a hat diplomatát, ahol az éjszakát töltötték. Itt közölték velük, hogy diplomáciai okoknál fogva nem beszélhetnek a sajtóval, és mindaddig egy titkos helyen fognak tartózkodni Floridában, amíg az iráni túszdráma meg nem oldódik. Mendez és Julio továbbutazott Frankfurtba, ahol Mendez megírta útijelelentését. Másnap napvilágot látott a történet a montreali La Presse című lapban a lap washingtoni tudósítójának, Jean Pelletier-nek tollából; a hírt gyorsan átvette a nemzetközi sajtó.  A CIA a hat diplomatát Svájcból a nyugatnémet Ramstein légi támaszpontra szállította autóval, ahonnan a delaware-i Dover légitámaszpontra repültek tovább.
Miután amerikai vendégeik január 28-án eltávoztak, a teheráni kanadai nagykövetség még aznap bezárt, Taylor és a maradék személyzet visszatért Kanadába. A hat amerikai 1980. január 30-án ért haza.
A kimentett hat amerikai diplomata:
- Robert Anders, 54 – konzul
- Mark J. Lijek, 29 – konzul
- Cora A. Lijek, 25 – konzulátusi asszisztens
- Henry L. Schatz, 31 – mezőgazdasági attasé
- Joseph D. Stafford, 29 – konzul
- Kathleen F. Stafford, 28 – konzulátusi asszisztens

Taylor nagykövet, Sheardown, valamint feleségük, Patricia Taylor és Zena Sheardown, Mary Catherine O'Flaherty, Roger Lucy és Laverna Dollimore követségi dolgozókkal együtt megkapta a Kanada Rendet, mely Kanada második legmagasabb polgári elismerése. A guyanai születésű Zena Sheardown brit állampolgárként nem kaphatta volna meg a kitüntetést, de Flora MacDonald közbenjárására az érdemrend viselői közé kerülhetett. Az Amerikai Egyesült Államoknak tett  szolgálatáért Taylor megkapta az USA kongresszusának arany érdemérmét.
Pelletier már a diplomaták január 28-i kiszabadítása előtt kiderített a kiszabadításra vonatkozó egyes tényeket, de az érintettek biztonsága érdekében nem hozta nyilvánosságra a történetet, azok nyilvánvaló jelentős hírértéke ellenére sem. Néhány más sajtószerv szintén birtokában volt a történet egyes elemeinek. Pelletier cikke január 29-én jelent meg, amikor meggyőződött arról, hogy a diplomaták elhagyták Iránt, de a művelet leleplezésével megakadályozta azt, hogy az iráni túszdráma végéig a titkos floridai helyre szállítsák őket. Az Argo történetet ugyan leleplezték, de a CIA szerepét mind az amerikai mind a kanadai kormány titokban tartotta a még iránban maradt túszok biztonsága érdekében, egészen 1997-ig.
Jimmy Carter kommunikációjában hivatalosan mindvégig azt állította, hogy az összes amerikai diplomatát túszul ejtették, ezért a kimentés híre tökéletes meglepetésként érte a közvéleményt. Az amerikaiak mindenhol kimutatták hálájukat a kanadai mentőakcióért, az érdeklődés központjában természetesen Taylor nagykövet állt. Mindenfelé kanadai zászló lobogott, a hirdetőtáblákon a “Köszönjük Kanada” felirat volt olvasható.

## Filmeken
1981-ben Lamont Johnson rendezésében film készült az eseményről Escape from Iran: The Canadian Caper címmel, Ken Taylor szerepét Gordon Pinsent játszotta. A film alapját az eredeti fedőtörténet szolgáltatta, mivel az Argo-ügy titkosságát akkor még nem oldották fel. A film Torontóban és annak környékén készült amerikai-kanadai koprodukcióban.
A kritikusok által jól fogadott, anyagilag is sikert hozó Az Argo-akció (2012) című filmet, melynek alapját a mentőakció adta. A filmből terjedelmi okokból kihagyták John Sheardownt és feleségét, Zenát. A filmben valós és kitalált események keverednek. A film azt a benyomást kelti, hogy a mentőakciót csaknem egymaga hajtotta végre a CIA, míg tény, hogy azt elsősorban a kanadaiak irányították. Ezt Jimmy Carter akkori elnök is elismerte egy 2013-as interjúban. A film tévesen állítja, hogy a hat amerikai diplomatát elküldte volna a brit és az új-zélandi nagykövetség. Az amerikai diplomaták ténylegesen eltöltöttek egy éjszakát a brit diplomáciai képviseleten, mielőtt minden érintett úgy látta jobbnak, hogy a kanadai nagykövet rezidenciája biztonságosabb elhelyezést nyújt számukra.

## Fordítás
- Ez a szócikk részben vagy egészben  a   Canadian Caper című angol Wikipédia-szócikk ezen változatának fordításán alapul.  Az eredeti cikk szerkesztőit annak laptörténete sorolja fel. Ez a jelzés csupán a megfogalmazás eredetét és a szerzői jogokat jelzi, nem szolgál a cikkben szereplő információk forrásmegjelöléseként.